# Kevin Henkes

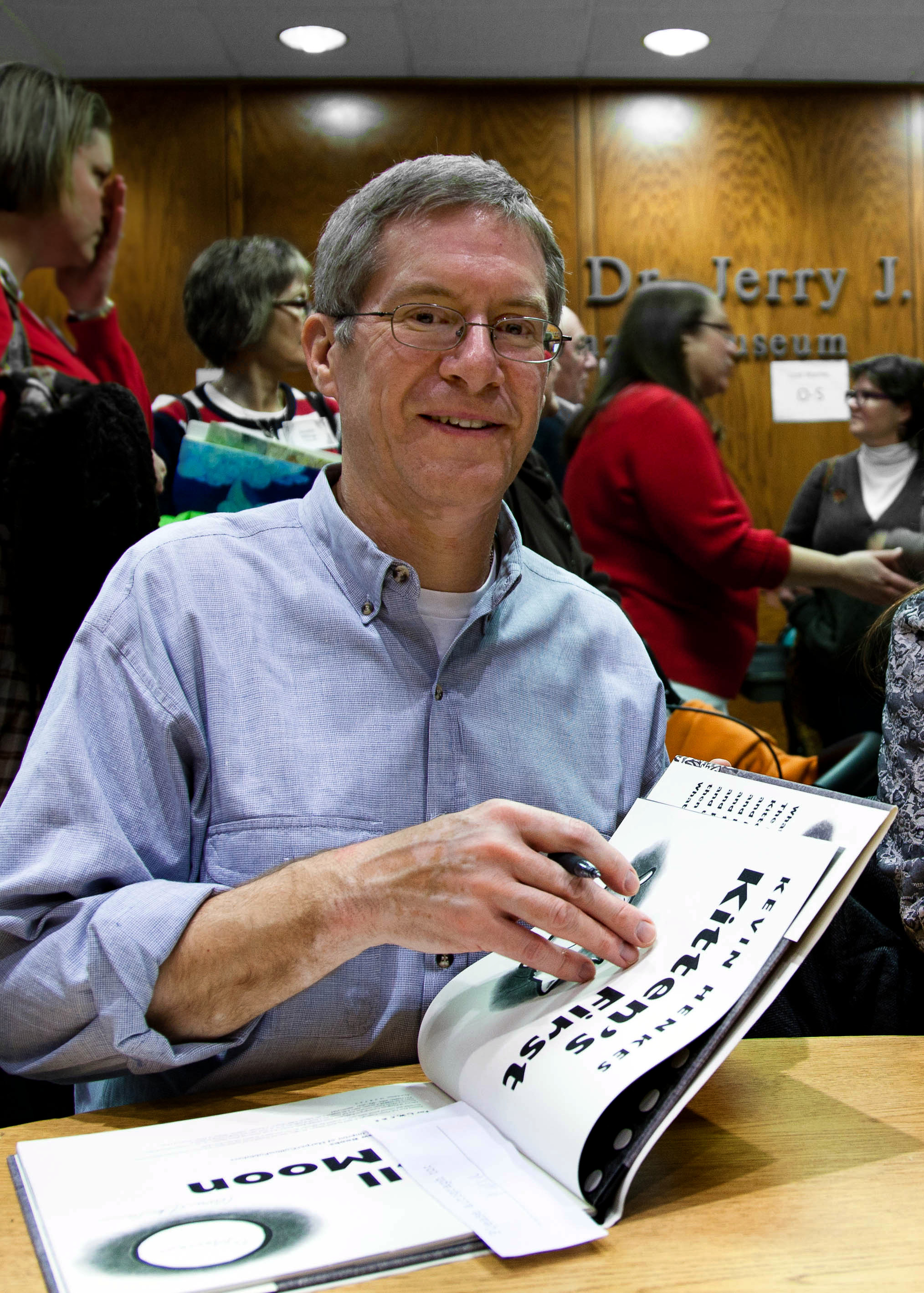
Kevin Henkes (2011)

Kevin Henkes (geboren 27. November 1960 in Racine (Wisconsin)) ist ein US-amerikanischer Schriftsteller und Illustrator. 

## Leben
Kevin Henkes wuchs in Racine auf und studierte an der University of Wisconsin-Madison. Er ist mit der Künstlerin Laura Dronzek verheiratet, sie haben zwei Kinder und leben in Madison, Wisconsin.
Henkes veröffentlichte 1981 sein erstes Bilderbuch All Alone. Seither hat er mehr als dreißig Bücher für Kinder und Jugendliche geschrieben und illustriert.  
Henkes’ Bücher wurden mehrfach ausgezeichnet, er erhielt 2004 einen John Newbery Award für Olive’s Ocean und 2005 für Kitten’s First Full Moon eine Caldecott Medal. In Deutschland stand  ... und dann kam Joselle auf der Nominierungsliste für den Deutschen Jugendliteraturpreis. 

## Auszeichnungen (Auswahl)
- Caldecott Medal, 2005
- Regina Medal, 2013
- Phoenix Award für Owen, 2013
- Children’s Literature Legacy Award, 2020

## Übersetzungen ins Deutsche
- ... und dann kam Joselle. Übersetzung Eva C. Riekert. Zeichnungen Carolin Beyer. München : dtv, 1996
- Lilli & der Lieblingslehrer. Übersetzung Renate Hübsch. Gießen : Brunnen, 1998
- Das Zeichen in meiner Hand. Übersetzung Eva C. Riekert. Zeichnungen Carolin Beyer. München : dtv, 1999
- Diesmal ist es für immer. Übersetzung Eva C. Riekert. Zeichnungen Carolin Beyer. München : dtv, 1999
- The birthday room. 
  - Als Ben Hunter das Glück in die Hand nahm. Übersetzung Eva C. Riekert. Zeichnungen Carolin Beyer. München : dtv, 2001
- Olive’s ocean. 
  - Ein Anfang, ein Ende und jede Menge Wünsche. Übersetzung Eva C. Riekert. München : dtv, 2005